# El Allia
El Allia (em árabe: العالية) é uma comuna localizada na província de Ouargla, Argélia. De acordo com o censo de 2008, a população total da cidade era de 7 509 habitantes.